# Liste der deutschen Botschafter in Haiti
Die Liste der deutschen Botschafter in Haiti enthält die Leiter der amtlichen deutschen Auslandsvertretung (Bundesrepublik Deutschland nach der Wiedervereinigung und deren Rechtsvorgänger) in Haiti.

## Deutsches Reich
| Name                                  | Amtszeit  | Anmerkungen                                                                                    |
| ------------------------------------- | --------- | ---------------------------------------------------------------------------------------------- |
| Heinrich Graf von Luxburg             | bis 1898  |                                                                                                |
| Ulrich Graf von Schwerin              | 1897      | vertrat den erkrankten Luxburg und eskalierte die Inhaftnahme von Emil Lüders zu einer Affaire |
| Christian Gustav Michahelles          | 1898–1900 |                                                                                                |
| Alfred Leopold Robert Moritz Pelldram | 1900–1903 |                                                                                                |
| Eugen von Zimmerer                    | 1906–1910 |                                                                                                |

## Bundesrepublik Deutschland
| Name                     | Amtszeit  |
| ------------------------ | --------- |
| Kurt Luedde-Neurath      | 1958–1963 |
| Franz Malsy-Mink         | 1964–1967 |
| Karl Graf von Spreti     | 1967–1969 |
| Erich Adam Huesch        | 1972–1973 |
| Gerhard Söhnke           | 1974–1979 |
| Karl Heinz Kunzmann      | 1979–1982 |
| Fritjof von Nordenskjöld | 1982–1985 |
| Karl-Friedrich Gansäuer  | 1985–1988 |
| Heinrich-Peter Rothmann  | 1988–1991 |
| Volker Heinsberg         | 1991–1993 |
| Günther Dahlhoff         | 1995–1996 |
| Joachim Vogel            | 1996–1998 |
| Julius Georg Luy         | 1998–2001 |
| Gordon Kricke            | 2003–2005 |
| Hubertus Thoma           | 2005–2008 |
| Jens-Peter Voss          | 2008–2012 |
| Klaus Peter Schick       | 2012–2016 |
| Manfred Auster           | 2016–2020 |
| Jens Kraus-Massé         | 2020–2022 |
| Peter Sauer              | 2022–2024 |
| N.N.                     |           |